# Артист ЮНЕСКО во имя мира
Артист ЮНЕСКО во имя мира (в повседневной речи, чаще используется сокращенное название — «Артист Мира») — почётное звание, которое присуждается Организацией Объединённых Наций по вопросам образования, науки и культуры (ЮНЕСКО) людям творческих профессий (артистам, актёрам, музыкантам, художникам и т. п.), чья профессиональная деятельность внесла весомый вклад в дело укрепления культурных и творческих связей между народами и государствами планеты. В официальном документе сказано, что звание «Артист мира» присуждается «за вклад в привлечение внимания общественности к проблемам мира, справедливости, толерантности, к положению детей в трудной ситуации, к борьбе с неграмотностью и сохранению окружающей среды». Звание было учреждено в 1995 году, и в том же году появились его первые носители.
При отборе кандидатур на присуждение этого почётного звания, в ЮНЕСКО учитывают также и их благотворительная деятельность, которая, в частности, может быть выражена активным участием во всевозможных акциях, мероприятиях и концертах проводимых под патронажем Организации Объединённых Наций.
Этим званием могут награждаться как отдельные личности, так и целые творческие коллективы. Так, например, звание «Артист ЮНЕСКО во имя мира» на 2005-2006 годы было присуждено оркестру инвалидов из Германии «Бренц-Бенд» (Brenz Band).
Среди удостоенных этого звания: бразильский исполнитель этнической музыки Жилберту Жил, китайская актриса Гун Ли, японский музыкант Эйдзин Нимура, мозамбикский художник Малангатана и нигерийский живописец Принс Твинз Севен-Севен, португальская актриса и режиссёр Мария де Медейруш. В 2002 году это звание присудили российскому пианисту Сергею Маркарову, в 2003 году Валерию Гергиеву, в 2006 году, этой почётной награды был удостоен музыкант, дирижёр и руководитель оркестра «Виртуозы Москвы» Владимир Спиваков, в 2011 году этого звания была удостоена популярная российская певица Алсу Абрамова, а в 2016 году – российская певица и актриса Зара.